# Hans Wilhelm Hoffmann
Hans Wilhelm Hoffmann (* 13. Januar 1754 in Wolfskehlen; † 23. März 1813 in Darmstadt) war ein deutscher Jurist und als Hessen-Darmstädter Oberkriegsrat Leiter des Kriegskollegiums.

## Leben
Hans Wilhelm Hoffmann war der Sohn des gleichnamigen Vaters (1710–1755, Pfarrer in Wolfskehlen) und dessen Ehefrau Maria Elisabeth Katharina Wagner.
Am 16. August 1779 heiratete er in Darmstadt Elisabeth Friederike Stürtz (1753–1806). Aus der Ehe gingen die Kinder Christian August  (1783–1855, Pfarrer in Nidda), Ernst Emil (1785–1847, Kommerzienrat und  Politiker), Gustav  (1788–1846, Geometer) und Wilhelm (1789–1863, Generalstabsauditor und Abgeordneter) hervor. 
Nach dem Abitur absolvierte Hoffmann ein Studium der Rechtswissenschaften und kam zunächst als Schriftleiter zur Landeszeitung in Darmstadt. 
Im Jahre 1778 wurde er zum stellvertretenden Leiter der Invaliden-Anstalt Darmstadt bestimmt und zum Ober-Amtsassessor ernannt. 1790 fand er eine Beschäftigung als Referendar im Kriegskolleg. Es war im Kurfürstentum Hessen zuständig für die  Militärjustizverwaltung, die Soldatenwerbung, die Invalidenversorgung und vor allem für die Verpflegung und Ausrüstung der Truppen. Im Jahr darauf kam die Ernennung zum Kriegsrat. 1807 wurde Hoffmann die Leitung der Behörde übertragen und gleichzeitig zum Oberkriegsrat befördert.

## Auszeichnungen
- 1810 Geheimer Rat